# Bheri (zona amministrativa)
Bherī (भेरी in lingua nepalese, occidentalizzato in Bheri) è una ex zona amministrativa del Nepal. Come tutte le zone è stata soppressa nel 2015.
Faceva parte della Regione di Sviluppo del Medio Occidente e il suo centro più importante è la città di Nepalganj.

## Geografia antropica

### Suddivisioni amministrative
La Zona di Bheri si suddivide in 5 distretti:
| Distretti | Capitali      |
| --------- | ------------- |
| Banke     | Nepalganj     |
| Bardiya   | Gularia       |
| Dailekh   | Dailekh       |
| Jajarkot  | Jajarkot      |
| Surkhet   | Birendranagar |